# Багряниковые
Багряниковые, или Церцисовые (лат. Cercideae) — триба растений, относящихся к подсемейству Цезальпиниевые (Caesalpinioideae) семейства Бобовые (Fabaceae).
Представители распространены по всему свету от Северной Америки до Африки и Восточной Азии.

## Классификация
Триба делится на 2 подтрибы и включает 6 родов:
- Подтриба Bauhiniinae

- Bauhinia L. — Баугиния
- Brenierea Humbert
- Tylosema (Schweinf.) Torre & Hillc.

- Подтриба Cercidinae

- Adenolobus (Harv. ex Benth. & Hook.f.) Torre & Hillc.
- Cercis L. typus — Церцис, или Багряник
- Griffonia Baill.